# Bart vend son âme
Bart vend son âme (Bart Sells His Soul) est le 4e épisode de la saison 7 de la série télévisée d'animation Les Simpson.

## Synopsis
L'épisode s'ouvre dans l'église de Springfield durant la messe. Bart a substitué les paroles et la partition de l'hymne Dans le jardin d'Éden par celle d'une musique de rock 'n' roll (In-A-Gadda-Da-Vida de Iron Butterfly).
Le révérend Lovejoy réunit tous les enfants pour leur demander de dénoncer le coupable, en leur faisant jurer de subir mille châtiments s'ils mentent. Milhouse est effrayé par la perspective de se faire dévorer par des oiseaux s'il ment et dénonce Bart. Ils se font tous les deux punir, Bart pour son méfait et Milhouse pour l'avoir dénoncé. Bart explique alors à son ami que l'âme n'existe pas et se propose de lui échanger la sienne sous forme d'un papier contre cinq dollars.
Parallèlement, Moe décide de transformer son bar en un restaurant familial et entame donc une série de transformations pour devenir Oncle Moe. Finalement, celui-ci abandonne car il déteste être agréable avec ses clients.
Bart découvre petit à petit qu'il n'est plus rien sans son âme et tente le tout pour le tout pour la retrouver. Finalement, il découvre que Milhouse l'a échangée au vendeur de bandes dessinées qui l'a vendue à une personne dont il ne veut pas divulguer le nom.
Bart s'en remet alors à la prière et, miracle, le papier tombe sur le lit devant lui. Le mystérieux acheteur était en réalité Lisa, qui se tenait derrière lui lors de sa prière et avait laissé tomber le papier devant ses yeux. Tandis qu'elle lui fait une leçon de morale sur la valeur de l'âme, Bart dévore le papier pour ne plus le perdre...